# 宗庙祭礼 (朝鲜王朝)

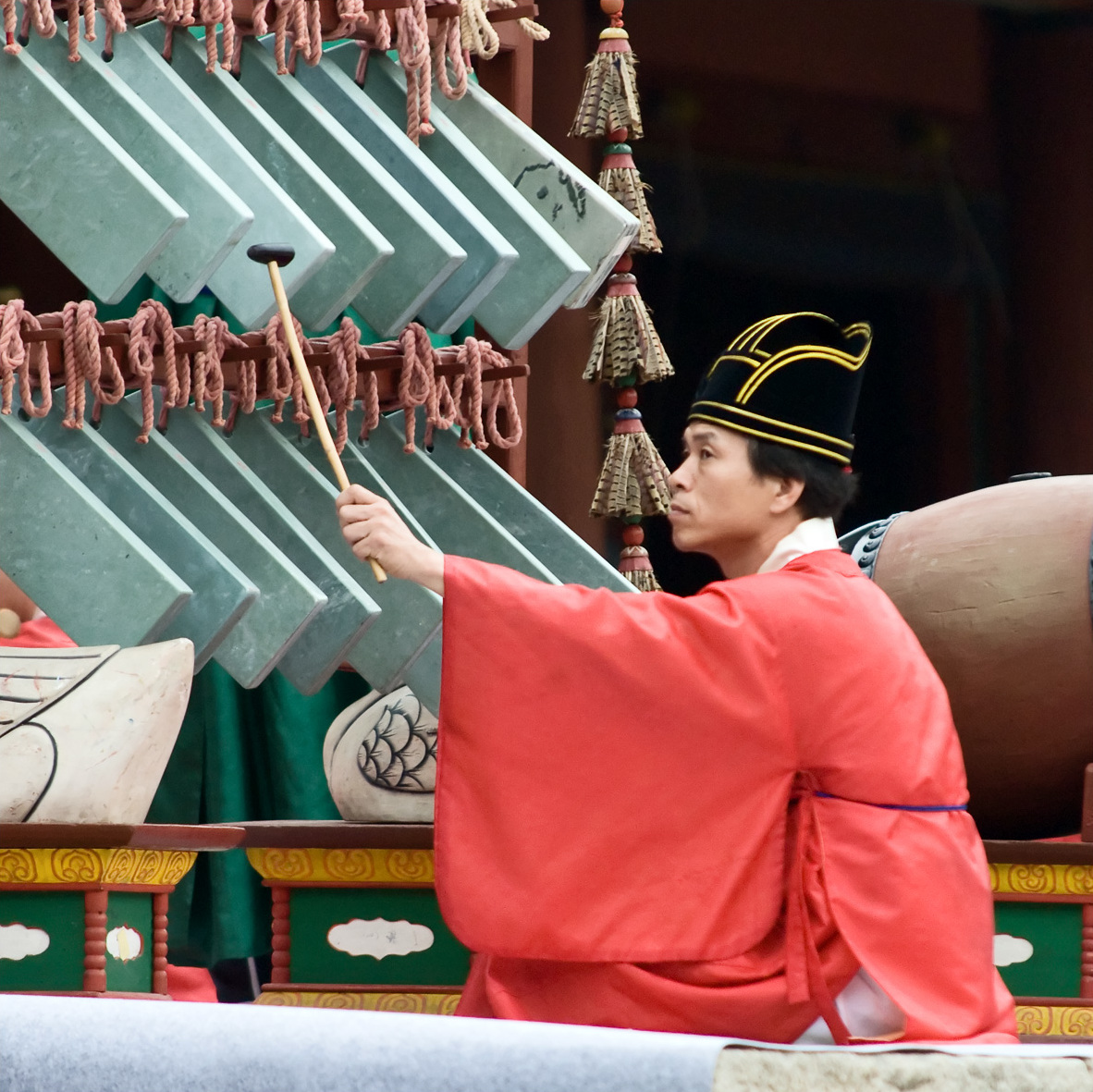
宗庙祭礼乐

宗庙大祭，又称宗庙祭礼，是韩国宗庙祭祀朝鲜王朝君主和王妃的儒家文化的仪式。宗庙祭礼仪式最早是9世纪的新罗时代从中国传入朝鲜半岛，在新罗之后的高丽王朝和朝鲜王朝得以延续。宗庙祭礼是朝鲜半岛礼仪最高的祭祀仪式，在每年5月份的第一个星期天举行。宗庙祭礼的音乐是朝鲜宫廷音乐的一种，被称为宗庙祭礼乐。在1995年被联合国教科文组织指定为世界文化遗产，而在2001年，宗庙祭礼和宗庙祭礼乐被联合国教科文组织列入人类非物质文化遗产代表作名录。

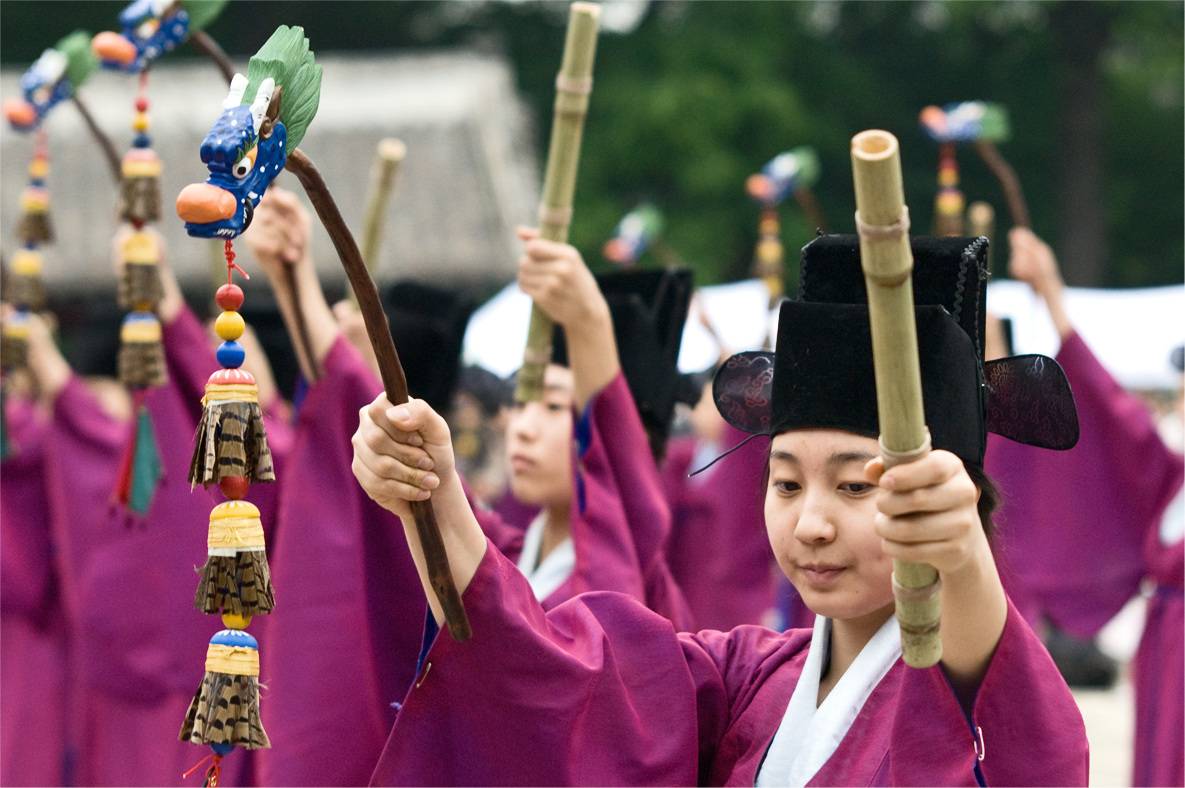
宗庙祭礼